# Andrew H. Longino

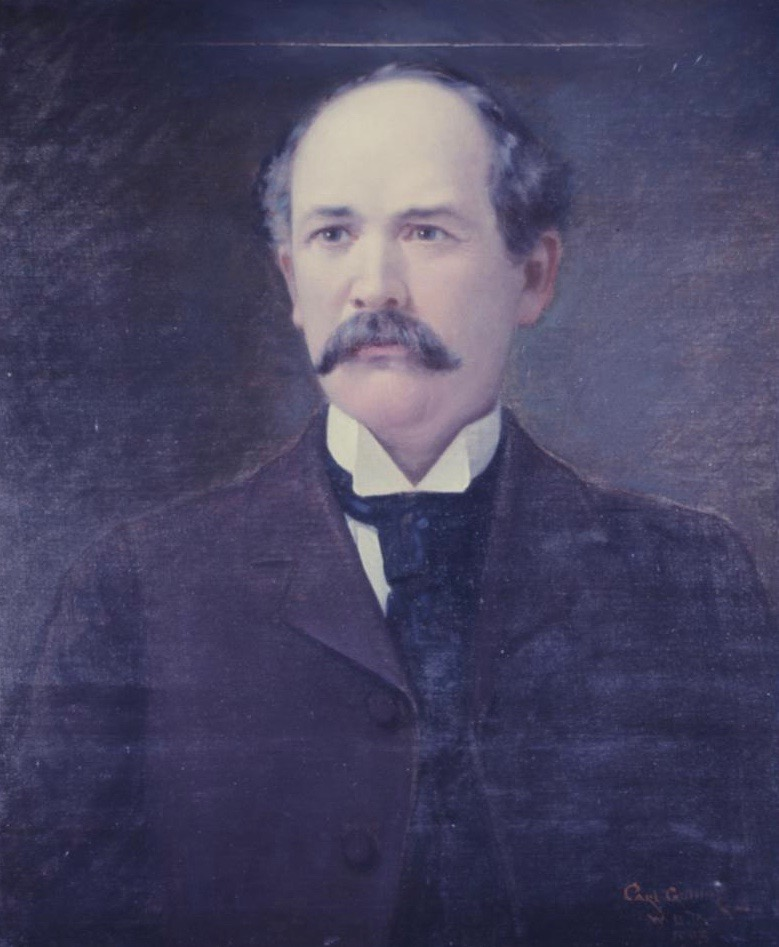
Andrew H. Longino

Andrew Houston Longino (* 16. Mai 1854 im Lawrence County, Mississippi; † 24. Februar 1942 in Jackson, Mississippi) war ein US-amerikanischer Politiker und von 1900 bis 1904 Gouverneur des Bundesstaates Mississippi.

## Frühe Jahre und politischer Aufstieg
Andrew Longino besuchte bis 1875 das Mississippi College. Danach studierte er bis 1880 an der University of Virginia Jura. Longino wurde Mitglied der in Mississippi dominierenden Demokratischen Partei. Zwischen 1880 und 1884 gehörte er dem Senat von Mississippi an, von 1888 bis 1890 war er Bundesstaatsanwalt für den südlichen Bezirk des Staates. Dann war er von 1894 bis 1899 Mitglied eines Kanzleigerichtes. Am 7. November 1899 wurde er zum neuen Gouverneur seines Staates gewählt.

## Gouverneur von Mississippi
Longino trat sein neues Amt am 16. Januar 1900 an. In seiner vierjährigen Amtszeit wurden die Versicherungsgesetze des Staates verbessert. Damals wurde das historische Archiv des Staates gegründet und das Vorwahlprinzip eingeführt. Außerdem wurde eine neue Strafanstalt erbaut und der Grundstein für ein neues Regierungsgebäude (State Capitol) gelegt. Auch die Wahlkreise in Mississippi wurden neu eingeteilt. Noch während seiner Amtszeit bewarb sich Gouverneur Longino im Jahr 1903 erfolglos um einen Sitz im US-Senat.
Nach dem Ende seiner Gouverneurszeit war Longino als Rechtsanwalt in Jackson tätig. Im Jahr 1919 bewarb er sich noch einmal um die Nominierung seiner Partei für das Amt des Gouverneurs. Er unterlag aber in den Vorwahlen gegen Lee M. Russell. Danach zog er sich aus der Politik zurück. Ex-Gouverneur Longino starb im Februar 1942. Mit seiner Frau Marion Buckley hatte er sechs Kinder.